# كلايس بيوركلاند
كلايس بيوركلاند (بالسويدية: Claes Björklund)‏ هو موسيقي وملحن ومنتج أسطوانات وكاتب أغاني سويدي، ولد في 29 يناير 1971 في Motala ‏ في السويد.

## وصلات خارجية
- كلايس بيوركلاند على موقع IMDb (الإنجليزية)
- كلايس بيوركلاند على موقع ميوزك برينز (الإنجليزية)
- كلايس بيوركلاند على موقع ميوزك برينز (الإنجليزية)
- كلايس بيوركلاند على موقع ميوزك برينز (الإنجليزية)
- كلايس بيوركلاند على موقع أول ميوزيك (الإنجليزية)
- كلايس بيوركلاند على موقع أول ميوزيك (الإنجليزية)
- كلايس بيوركلاند على موقع ديسكوغز (الإنجليزية)
- كلايس بيوركلاند على موقع ديسكوغز (الإنجليزية)
- كلايس بيوركلاند على موقع ديسكوغز (الإنجليزية)
- كلايس بيوركلاند على موقع قاعدة بيانات الفيلم (الإنجليزية)